# Action
Der Ausdruck Action (engl.: action – das Handeln bzw. (to) act – handeln) bezeichnet generell eine stimulierende, ereignisreiche, dramatische Situation oder Handlung mit viel Spannung. Mit „Action“ assoziiert werden oft Grenzerfahrungen, riskante Gefahrensituationen, körperliche Gewalt (zum Beispiel Prügeleien, Schießereien) und Geschwindigkeit. Action-orientierte Personen oder Gruppen bzw. action-orientiertes Handeln folgt weniger dem Streben nach Harmonie als dem nach Spannung, d. h. der Suche nach dem stimulierenden Adrenalin-Kick. 
Als besonders action-orientiert gelten diverse Subkulturen, zum Beispiel die Tuningszene, die Bodybuilding-Szene, die Hooliganszene sowie die Ballermann-Kultur. Als actionorientierte Freizeitbeschäftigungen gelten neben dem Konsum von Actionfilmen, -serien und -spielen zum Beispiel halsbrecherische Fahrgeschäfte auf Volksfesten, Grenzerfahrungen wie Bungee-Jumping, exzessives Partyfeiern und normenverletzendes provokantes Verhalten (zum Beispiel illegale Autorennen, Hooligan-Rituale, Vandalismus etc.)

## Actionfilm und Actionspiele
Im Kontext von Literatur, Film und Fernsehen (Actionfilm und Actionserie), sowie im Bereich der Computerspiele (Actionspiel) ist der Begriff eingeengt und dient der Beschreibung eines bestimmten Genres, das bestimmt ist von einer großen Dichte der Ereignisse, großer Dramatik, spektakulären und sensationsheischenden Szenen sowie von Handlungen von großer Spannung, in denen (physische) Gewalt und Kampfszenen eine große Rolle spielen.
Außerdem kann der Ausruf Action! die Aufforderung eines Filmregisseurs an die Darsteller sein, vor laufender Kamera mit dem Schauspielern zu beginnen.